# عملية الوعد الصادق

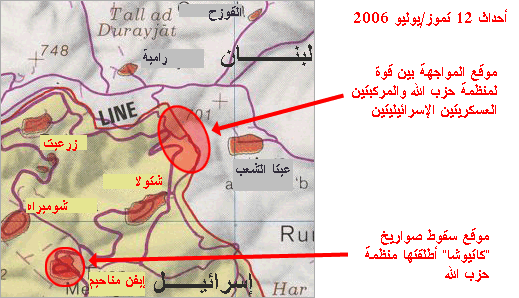
خريطة موقع العملية

عملية الوعد الصادق هو الاسم الرمزي الذي أطلقه حزب الله اللبناني على عملية عسكرية نفذتها عناصر مقاتلة منه، على الحدود (اللبنانية - الفلسطينية).

## أسباب العملية
العملية تعد إيفاء بوعد قطعته المقاومة الإسلامية على نفسها لتحرير أسرى ومعتقلين لبنانيين في سجون إسرائيل، بحيث يأسر جنود إسرائيليون ويساوموا بأسرى لبنانيين أبرزهم سمير القنطار -أقدم اسير- الذي اعتقل عام 1979م.

## تفاصيل العملية

### اعتراض قوة إسرائيلية (بداية العملية)
في الساعة التاسعة من صباح الأربعاء 12 يوليو 2006، تحركت قوة عسكرية إسرائيلية من ستة لثمانية جنود عند بلدة خلة وردة في خراج بلدة عيتا الشعب الحدودية (حيث كانت الفرقة في منطقة الجليل الأعلى بين قريتي زرعيت وشتولا) فقامت وحدة خاصة من المقاومة الإسلامية بتفجير عبوة ناسفة أدت إلى قتل وجرح جميع عناصر القوة حيث دارت بعد ذلك اشتباكات عنيفة بالأسلحة الرشاشة الخفيفة والمتوسطة، والتحم خلالها رجال المقاومة بالقوة الإسرائيلية ودارت اشتباكات وجهاً لوجه تمكن خلالها المقاومون من قتل خمسة جنود إسرائيليين (بينهم اثنين أعلن حزب الله والجيش الإسرائيلي أسرهما ثم أعلن بعد ذلك عن مصرعهما وتم نقلهما من أرض المعركة بثلاث سيارات دفع رباعي).

#### الجنديان الأسيران
أعلن حزب الله والجيش الإسرائيلي عن وقوع الجنديين إيهود غولدفاسر وإلداد ريغف تحت الأسر عقب عملية الوعد الصادق، لكن بعد ذلك ذكرت مصادر أخرى أن الجنديين قتلا في الهجوم ، ورفض حزب الله إذاعة نبأ مصرعهما واعتبرهما أسيرين إلى أن تمت صفقة لتبادل الأسرى اللبنانيين مع جثمانيهما في 16 يوليو 2008.

### القصف والاشتباكات
بعدها وسعت القوات الإسرائيلية عمليات القصف لتطال بلدات الجنوب اللبناني رامية ورميش ويارون ورشاف والسلطانية حيث تم تدمير منزل يعود لمواطن لبناني، وردت المقاومة بقصف من صواريخ الكاتيوشا، اضطر قوات الاحتلال لإعادة الاشتباكات بمحيط العملية، وأثناء محاولة تقدم دبابة ميركافا وآليات همر باتجاه الجنوب اللبناني، تمكن المقاومون من الهجوم على الدبابة عن طريق عبوة ناسفة قدر وزنها بـ200 كيلوغراماً وقذائف مضادة للدروع فسقط أربعة قتلى جدد، كما لم يغب تحليق طائرات الأباتشي المروحية عن أجواء المنطقة طوال فترة المواجهات.
وأثناء محاولات استخراج الجثث حتى وقت متأخر من الليل قتل أحد الجنود.

## روايات الجانبين

### الجانب الإسرائيلي
- اعترف المتحدث باسم الجيش الإسرائيلي بمقتل ثمانية جنود إسرائيليين ووقوع اثنين تحت الأسر.
- أشار التلفزيون الرسمي الإسرائيلي إلى أن الجنديين المصابين أبلغا عن العملية قبل أن يصل إليهما مقاتلو حزب الله ويأسروهما. وبحسب الرواية الإسرائيلية فإن مقاتلي المقاومة دخلوا مسافة مئتي متر وراء السياج الحدودي للوصول إلى المركبتين المعطوبتين. وقال أحد الضباط أن مقاتلي الحزب استخدموا سلما لاجتياز السياج الإلكتروني عند العبور.
- ذكر الجيش الإسرائيلي إن استعدادات «حزب الله» للعملية كانت شاملة، وإن خلية للحزب عمدت إلى تنفيذ محاولة اقتحام أخرى لموقع عسكري في القطاع الغربي. وأشارت المصادر الإسرائيلية إلى أن عملية «حزب الله» تمت في موضع يصعب على مواقع الرصد الإسرائيلي مراقبته. ولم يستبعد أحد الضباط الإسرائيليين أن يكون مقاتلو «حزب الله» من أفراد وحدة خاصة خططت للعملية بعد فشل سابق في الغجر في تشرين الثاني من العام الفائت.

### الجانب اللبناني (حزب الله)
- اكدت مصادر حزب الله لـجريدة «السفير» ان العملية تم التخطيط لها منذ مطلع العام وان أمر العمليات وتحديد ساعة الصفر قد اتخذا منذ ثلاثة أيام، عندما تم نشر قوة خاصة من الإسناد الناري في منطقة القطاع الغربي، وان المواجهة حصلت بشكل مباشر عبر مباغتة الجنود في ناقلتي «الهامر» باشتباك مباشر وجها لوجه، وادى إلى اسر جنديين ومقتل ثلاثة وجرح اثنين.[2]

## نتائج العملية
- قرار إسرائيل شن عدوانها على جنوب لبنان المعروف بحرب تموز والذي استمر لـ33 يوماً.
- انتصار حزب الله في حرب تموز باعترافات تقرير فينوغراد [5] وباعترافات كبار الجنرالات في الجيش الإسرائيلي.
- تعاطف الجماهير العربية مع حزب الله ومع قضية الأسرى اللبنانيين في سجون إسرائيل.

### تبادل الأسرى
في 16 يوليو 2008، تمت صفقة لتبادل خمسة أسرى لبنانيين منهم عميد الأسرى سمير القنطار وخمس فلسطينيين مع تسليم حزب الله رفات الجنديين الإسرائيليين للقوات الإسرائيلية على الحدود الدولية وبذلك يكون لبنان أول بلد عربي قد أغلق ملف الأسرى.